# Max Cavalera
 Massimiliano Antonio "Max" Cavalera er en sanger/guitarist/sangskriver fra Belo Horizonte i Brasilien. Han var vokalist og rytmeguitarist for thrash metal-bandet Sepultura inden han dannede sit eget band Soulfly sent i 1990'erne. Cavalera var også involveret i et korttids sideprojekt ved navn Nailbomb.
Hans far Graziano Cavalera var den italienske ambassadør i Brasilien. Graziano og hans familie blev derfor i Brasilien og efter hans embedsperiode sluttede blev han begravet i Belo Horizonte.
Max stiftede Sepultura med Jairo Guedes, Paulo Pinto og hans yngre bror Igor Cavalera i 1984. I de tidlige år med Sepultura gik han under navnet Max Possessed.
Hans musik udforsker religiøse emner ofte meget kritisk. Alle hans albums har dog været dedikeret til Gud og han er ofte blevet afbildedet af pressen som religionens mand, især i USA noget som Cavalera ikke selv forstår. Han udtalte selv:
"Jeg hader en del 'religion' men kristne mennesker – de inspirerer mig. Jeg mener hvis du ser på Kristus som gik sammen med de lavtstående, prostituerede og taberne du ved. Han gik jo ikke sammen med de højeste motherfuckers i samfundet som du ser der prøver at sælge Jesus i dag."
Tidligt i 1990'erne flyttede han til Phoenix i Arizona, USA med sin amerikanske kone/manager Gloria og er nu en amerikansk borger.
Max har for nylig fortalt han har sluttet sig sammen med sin bror Igor i deres nye band The Cavalera Conspiracy.

## Samarbejde
Cavalera har samarbejdet med mange forskellige musikere både i Sepultura og Soulfly. I 2006 sluttede han sig sammen med den tidligere Nirvana trommeslager og nuværende frontmand i Foo Fighters Dave Grohl for at producere "Red War" som dukkede op på Dave Grohls metalprojekt Probot.
Cavalera har også arbejdet sammen med følgende artister og bands:
| - A.N.I.M.A.L. - Soulfly - Sepultura - Nailbomb - Ross Robinson - Richard Kaplan - Chuck Johnson - Evan Seinfeld | - Eyesburn - DJ Lethal - Fred Durst - Tom Araya - Chino Moreno - Mike Patton - Sean Lennon - Corey Taylor | - Cristian Machado - Dave Grohl - Grady Avenell - Jackson Bandeira - Meia Noite - Jacob Langkilde - Roy Mayorga - Larry McDonald | - Anders Dohn - Dino Cazares - Burton C. Bell - Mario Caldato Jr. - Rob Agnello - Deftones - Carlinhos Brown - Sangresabia | - Robert Flynn - Titãs - Jonathan Davis - Marc Rizzo - Matt Tuck - Apocalyptica - Jello Biafra - Snot |

## Diskografi
- Sepultura – Bestial Devastation (1985)
- Sepultura – Morbid Visions (1986)
- Sepultura – Schizophrenia(1987)
- Sepultura – Beneath the Remains (1989)
- Sepultura – Arise (1991)
- Sepultura – Chaos A.D. (1993)
- Nailbomb – Point Blank (1994)
- Nailbomb – Proud to Commit Commercial Suicide (1995)
- Sepultura – Roots (1996)
- Soulfly – Soulfly (1998)
- Soulfly – Primitive (2000)
- Soulfly – 3 (2002)
- Soulfly – Prophecy (2004)
- Soulfly – Dark Ages (2005)
- Soulflys sjette studiealbum (2007)
- The Cavalera Conspiracy første studiealbum (2007)